# Campionati del mondo di atletica leggera indoor 2014 - Staffetta 4×400 metri femminile
La staffetta 4×400 metri femminile si è tenuta l'8 ed il 9 marzo 2014. Hanno partecipato 8 squadre.

## Batterie
Vanno in finale le prime 2 squadre di ogni batterie più i 2 migliori tempi.
| Pos | Batt. | Paese         | Atlete                                                                     | Tempo   | Note  |
| --- | ----- | ------------- | -------------------------------------------------------------------------- | ------- | ----- |
| 1   | 2     | USA           | Natasha Hastings, Jernail Hayes, Monica Hargrove, Cassandra Tate           | 3:29.06 | Q, WL |
| 2   | 2     | Giamaica      | Verone Chambers, Anneisha McLaughlin, Natoya Goule, Stephenie McPherson    | 3:29.43 | Q, NR |
| 3   | 2     | Polonia       | Ewelina Ptak, Patrycja Wyciszkiewicz, Joanna Linkiewicz, Małgorzata Hołub  | 3:29.48 | q, SB |
| 4   | 2     | Nigeria       | Omolara Omotoso, Patience Okon George, Bukola Abogunloko, Folashade Abugan | 3:29.67 | q, AR |
| 5   | 1     | Gran Bretagna | Eilidh Child, Shana Cox, Victoria Ohuruogu, Christine Ohuruogu             | 3:30.60 | Q, SB |
| 6   | 1     | Russia        | Olga Tovarnova, Irina Davydova, Yuliya Terekhova, Natalya Nazarova         | 3:30.87 | Q, SB |
| 7   | 1     | Italia        | Maria Enrica Spacca, Elena Maria Bonfanti, Marta Milani, Chiara Bazzoni    | 3:31.99 | NR    |
| 8   | 1     | Romania       | Adelina Pastor, Alina Andreea Panainte, Sanda Belgyan, Bianca Răzor        | 3:38.18 | SB    |

## Finale
| Pos | Paese         | Atlete                                                                     | Tempo   | Note   |
| --- | ------------- | -------------------------------------------------------------------------- | ------- | ------ |
| 1   | USA           | Natasha Hastings, Joanna Atkins, Francena McCorory, Cassandra Tate         | 3:24.83 | WL, NR |
| 2   | Giamaica      | Patricia Hall, Anneisha McLaughlin, Kaliese Spencer, Stephenie McPherson   | 3:26.54 | NR     |
| 3   | Gran Bretagna | Eilidh Child, Shana Cox, Margaret Adeoye, Christine Ohuruogu               | 3:27.90 | SB     |
| DQ  | Russia        | Olga Tovarnova, Alena Tamkova, Yuliya Terekhova, Kseniya Ryzhova           | 3:28.39 | SB     |
| 4   | Polonia       | Ewelina Ptak, Małgorzata Hołub, Patrycja Wyciszkiewicz, Justyna Święty     | 3:29.89 |        |
| 5   | Nigeria       | Omolara Omotoso, Folashade Abugan, Bukola Abogunloko, Patience Okon George | 3:31.59 |        |